# 克鲁姆努斯鲍姆
克鲁姆努斯鲍姆是奥地利下奥地利州梅尔克县的一个市镇。总面积10.07平方公里，总人口1432人，人口密度142.2人/平方公里（2005年）。